# Louisa Stawczynski
Louisa Stawczynski (29 de enero de 1997) es una deportista alemana que compite en saltos de trampolín.
En los Juegos Europeos de 2015 obtuvo dos medallas, oro en trampolín 3 m sincronizado y plata en trampolín 1 m. Ganó una medalla de bronce en el Campeonato Europeo de Saltos de 2017, en la prueba de trampolín 1 m.

## Palmarés internacional
| Juegos Europeos    | Juegos Europeos   | Juegos Europeos   | Juegos Europeos      |
| Año                | Lugar             | Medalla           | Prueba               |
| ------------------ | ----------------- | ----------------- | -------------------- |
| 2015               | Bakú (Azerbaiyán) | Medalla de oro    | Trampolín 3 m sincro |
| 2015               | Bakú (Azerbaiyán) | Medalla de plata  | Trampolín 1 m        |
| Campeonato Europeo |                   |                   |                      |
| Año                | Lugar             | Medalla           | Prueba               |
| 2017               | Kiev (Ucrania)    | Medalla de bronce | Trampolín 1 m        |